# Han’s Klaffl

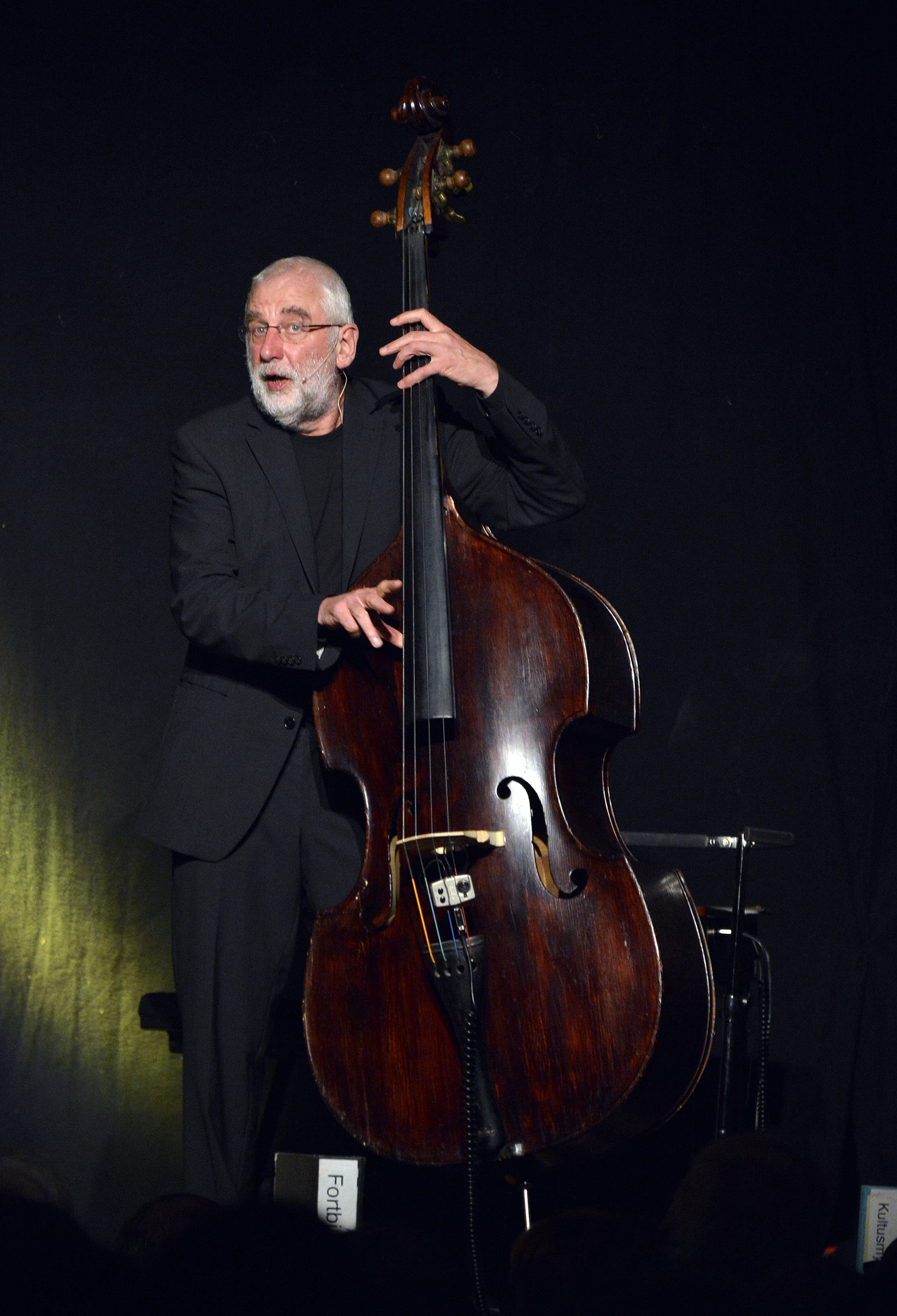
Han's Klaffl, 2014

Hans „Han’s“ Klaffl (* 4. Juli 1950 in Töging am Inn; † 4. Januar 2025) war ein deutscher Kabarettist, Autor und Musiklehrer.

## Leben
Nach dem Besuch des Ruperti-Gymnasiums in Mühldorf absolvierte der in Ebersberg lebende Oberbayer an der Hochschule für Musik und Theater in München ein Musikstudium (Cello); er studierte zudem Philosophie und Psychologie. 
Ab 1976 war Klaffl als Gymnasiallehrer an verschiedenen Münchner Vorstadtschulen tätig. Seit 1976 war er mit dem Fach Musik am Ernst-Mach-Gymnasium in Haar, später als Studiendirektor tätig. Seit dem 1. August 2014 war er Pensionär. 
Klaffl starb am 4. Januar 2025 nach kurzer, schwerer Krankheit im Alter von 74 Jahren. Er hinterließ seine Frau, zwei erwachsene Kinder und mehrere Enkelkinder.

## Leistungen

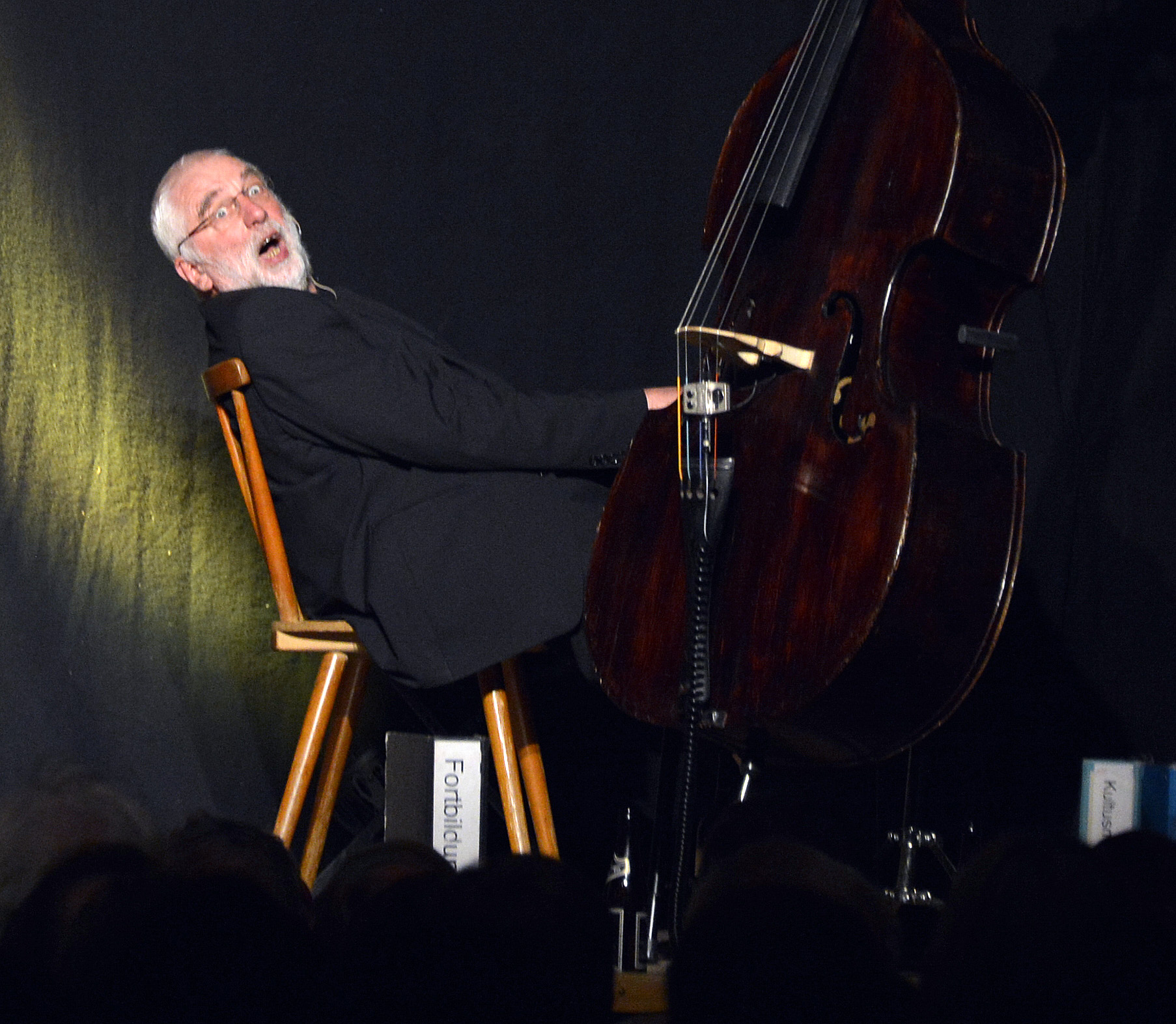
Han's Klaffl in Icking-Dorfen

Bereits als Lehramtsreferendar gründete Klaffl mit seinen Schülern 1977 eine Kabarett-Gruppe in Haar. Danach trat er als Kabarett-Duo mit Jörg Maurer als „K&M“ im Münchner Theater Drehleier und im „Herzogstand“ auf. Er gründete die Gruppe „I Machiosi“, die er bis 2002 leitete und die in Bayern in der Ev. Akademie Tutzing, im Goethe-Institut und bei „Jugend forscht“ auftraten. Neben seiner Tätigkeit als Lehrer verfasste Klaffl mehrere Musikbücher, wirkte an der Produktion mehrerer CDs mit und war Autor zahlreicher Musikfolgen der Sendung Radiowissen des Bayerischen Rundfunks.
2005 begann seine Solokarriere als Musikkabarettist parallel zum Lehrerberuf. Klaffls erstem und sehr erfolgreichen Programm „40 Jahre Ferien. Ein Lehrer packt ein...“ folgte Anfang 2010 „Restlaufzeit. Unterrichten bis der Denkmalschutz kommt“. 
In seinen Programmen verband Klaffl die Schilderung des Lehreralltags mit musikalischen Darbietungen am Kontrabass und am Flügel. Dabei verarbeitete er seine in drei Jahrzehnten Schulalltag gewonnenen Erfahrungen mit Schülern und Kollegen. Ausschnitte aus Klaffls Programm wurden wiederholt im Bayerischen Rundfunk und Fernsehen ausgestrahlt. 2015 kam sein drittes Programm „Schulaufgabe: Ein schöner Abgang ziert die Übung“, das neben Erfahrungen aus dem Schulalltag auch die Pensionierung und ihre Folgen schilderte. 2017 veröffentlichte er gemeinsam mit dem Machatschek das Lied „Schulbeginn“, aus dessen Feder auch das Lied „Erntedank“ stammt. Mit seinem vierten Programm „Nachschlag! Eh ich es vergesse...“ war er seit 2018 und seit 2021 auch mit seinem fünften Programm „Eine Art Best-Of“ unterwegs.

## Kritiken
„[...] Klaffl unterhielt mit einer kabarettistischen Glanzleistung, griff zwischendurch zu seinem Kontrabass oder setzte sich ans Klavier, um zu Stücken wie Queens »Another one bites the dust« (»Lehrerkonferenz«) und das mit dem Publikum als Background-Chor absolvierte »Im Wagen vor mir« genüsslich aus dem Nähkästchen zu plaudern. [...] Klaffls Charakterdarstellungen vom verpeilten Schüler bis zur überbehütenden Mutter sind fast zu schön, um wahr zu sein. Am Ende ist das Publikum in der SGA-Mensa vollkommen erschöpft vom Lachen, Tränenabwischen und Bauchhalten. [...] Wer Klaffls Namen in einem Veranstaltungskalender liest, sollte nur eines tun: pünktlich erscheinen und auf keinen Fall schwänzen!“

„[...] Klaffls Erfolgsgeheimnis als Kabarettist ist einfach. Jeder kennt den Schulalltag. Die Typen und Charaktere, die er auf der Bühne entwirft, treffen genau ins Schwarze. Seinen Berufsstand nimmt er hart, aber auch liebevoll aufs Korn. Das Multitalent überzeugte in der Stadthalle zudem als Sänger spöttischer Lieder, am Kontrabass und am Piano. Doch wäre Klaffl kein echter Lehrer, wenn er nicht auch für den Schüler an sich ein paar markige Worte übrig hätte. [...] Und dass Klaffl außerhalb seines derben Bühnen-Egos mit Herzblut für seinen Lehrerberuf lebt, nimmt man ihm sofort ab.“

„[...] dieses geistreiche, zum Schreien komische und rundum gelungene Kabarettprogramm verdient diese enorme Zuwendung der Kleinkunstbegeisterten [...] Dass sich der Ebersberger trotz des großen Erfolgs als Kabarettist in erster Linie noch als Lehrer bezeichnet und dieser Aufgabe weiterhin treu bleiben will, spricht für seinen Idealismus und für seine Verbundenheit mit den Schülern. Sein Nebenjob nimmt ihn dennoch ziemlich in Anspruch: sämtliche Vorstellungen der kommenden drei Monate sind bereits ausverkauft. [...]“

## Veröffentlichungen

### Bücher
- Hans Klaffl u. Stephan Schmitt: Musicassette – Jg.-Stufe 10. Bayerischer Schulbuch-Verlag, 1989, ISBN 3-7627-8268-7.
- Lisl Hammaleser, Richard Taubald u. Hans Klaffl: Musicassette, Bd.5/6. Bayerischer Schulbuch-Verlag, 1993, ISBN 3-486-78112-X.
- Hans Klaffl (Hrsg.): Musicassette – Ausg. B, Jahrgangsstufe 11. Bayerischer Schulbuch-Verlag, 1994, ISBN 3-7627-8327-6, 2 CDs.
- Ludwig Striegel, Walter Baier, Hans Klaffl u. a.: Musik als Weg zum Unbewußten – Außereuropäische Musik. ConBrio Verlagsgesellschaft, 1993, ISBN 3-930079-11-9.
- Ludwig Striegel, Walter Baier, Hans Klaffl u. a.: Musik in der Unterrichtspraxis Con Brio Verlagsgesellschaft, 1994, ISBN 3 930079 127.
- Han's Klaffl: Lehrer – Deutsch, Deutsch – Lehrer. Erkenntnisse aus 40 Jahren Ferien. Langenscheidt, 2012, ISBN 978-3-468-73856-2.

### Audio-CD
- Han's Klaffl: 40 Jahre Ferien – Ein Lehrer packt ein…
- Han's Klaffl: „Restlaufzeit: Unterrichten bis der Denkmalschutz kommt!“
- Han's Klaffl: "Schul-Aufgabe: Ein schöner Abgang ziert die Übung!"
- Wieland Schmid, Hans Klaffl, Bernhard Hofmann: Wege zur Musik, Starke Stücke, Musik, die Furore machte, 3 Audio-CDs. Universal Music, 2000, ISBN 3-902150-03-3.

### DVD
- Han's Klaffl: 40 Jahre Ferien - Ein Lehrer packt ein… Bayerisches Fernsehen, 2010.
- Han's Klaffl: "Restlaufzeit: Unterrichten bis der Denkmalschutz kommt!"

### Regisseur
- Jörg Maurer: Föhnlage. Hörbuch. Argon Verlag, 2010, ISBN 978-3-8398-5031-2.